# Константа Майсселя — Мертенса

В пределе сумма обратных значений простых чисел, меньших n, и функция ln(ln n) отличаются на константу, константу Майсселя — Мертенса (помечена буквой M).

Константа Майсселя — Мертенса — это математическая константа в теории чисел, определяемая как предел разности между гармоническим рядом, суммируемым только по простым числам, и натуральным логарифмом натурального логарифма:
{\displaystyle M=\lim _{n\rightarrow \infty }\left(\sum _{p\leq n}{\frac {1}{p}}-\ln(\ln n)\right)=\gamma +\sum _{p}\left[\ln \!\left(1-{\frac {1}{p}}\right)+{\frac {1}{p}}\right].}

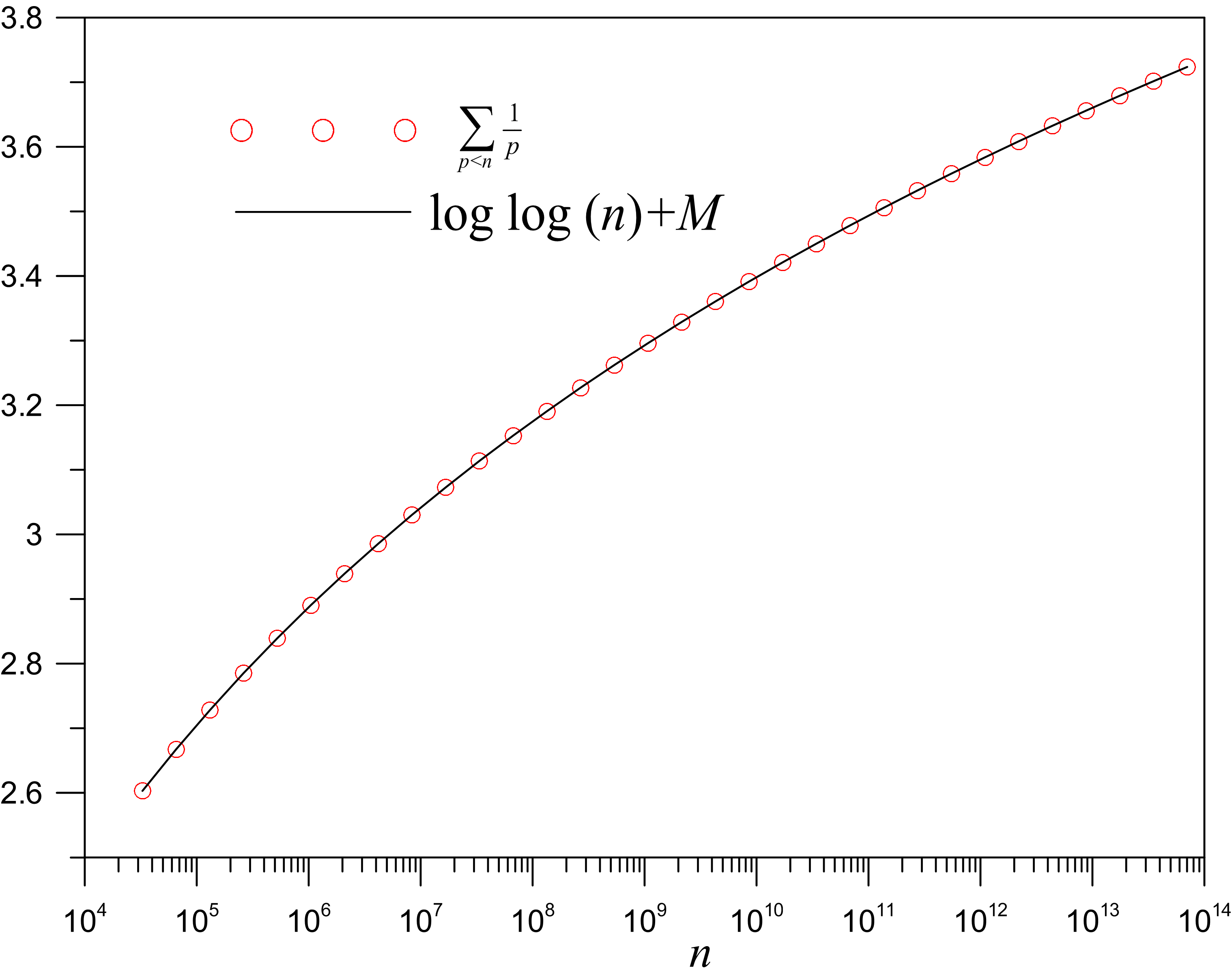
График гармонической суммы простых чисел для и приближение Мертенса для неё. График имеет по оси y длину 8 см и представляет интервал (2.5, 3.8). Если бы ось n была представлена в линейной шкале, а не в логарифмической, то она была бы длиной км — размер Солнечной системы.

Здесь γ — постоянная Эйлера — Маскерони, которая имеет аналогичное определение для суммы по всем целым числам (не только по простым).
Константа названа именами Эрнста Майсселя и Франца Мертенса. Она упоминается также как константа Мертенса, константа Кронекера, константа Адамара — Валле-Пуссена или константа обратных значений простых чисел.
Значение M равно примерно
M ≈ 0,2614972128476427837554268386086958590516… (последовательность A077761 в OEIS).
Вторая теорема Мертенса устанавливает, что предел существует.
Факт, что имеется два логарифма (логарифм от логарифма) в пределе для константы Майсселя — Мертенса, можно рассматривать как следствие комбинации теоремы о распределении простых чисел и предела постоянной Эйлера — Маскерони.

## В популярной культуре
Константу Майсселя — Мертенса использовала компания Google для предложения цены на аукционе патента Nortel. Google выставил три предложения цены, основанных на математических константах — $1.902.160.540 (константа Бруна), $2.614.972.128 (константа Майсселя — Мертенса) и $3,14159 миллиарда (π).